# Rap rock
Rap rock este un gen muzical de fuziune, care îmbină elemente de vocal și instrumental ale hip hopului cu muzica rock. Cele mai populare subgenuri ale rap rockului sunt rap metal și rapcore, care includ influențe orientate spre heavy metal și hardcore punk, respectiv.

## Istorie
Rap rock a câștigat popularitate de masă în anii 1990. Trupe de rock rap și artiști cu succes de masă a inclus 311, Bloodhound Gang, Kid Rock și Limp Bizkit. Popularitatea rap de rock a continuat la începutul anilor 2000.